# 台吉营乡
台吉营乡，是中华人民共和国辽宁省朝阳市北票市下辖的一个乡镇级行政单位。

## 行政区划
台吉营乡下辖以下地区：
台吉营村、四合城村、二色村、生金窝铺村、八里铺村、北良村、牦牛西沟村、南台子村和生金村。